# Relaciones peligrosas
Relaciones peligrosas é uma telenovela estadunidense exibida pela Telemundo entre 24 de janeiro a 25 de junho de 2012, substituindo  La casa de al lado e sendo substituida por El rostro de la venganza.
Conta com Sandra Echeverría, Gabriel Coronel, Ana Layevska, Gonzalo García Vivanco e Maritza Bustamante nos papéis principais.

## Sinopse
Relaciones Peligrosas é uma novela que conta uma história moderna, atrevida e sem tabus, aprofundando nas relações de dificuldade e muitas vezes conflituosas entre os adolescentes, seus pais e professoras de uma escola bilíngue. Tudo começa com a historia de Miranda Cruz (Sandra Echeverría), uma jovem de 27 anos que começa a carreira como professora nessa instituição. Ela se envolve com seu aluno Mauricio Blanco (Gabriel Coronel), de 17 anos. Em Miami, onde a trama é retratada, é proibido a relação entre uma mulher de mais de 24 anos com um menor de 18 anos, assim, eles vivem a principal difícil relação peligrosa da novela.

## Elenco
- Sandra Echeverría - Miranda Beatriz Ávila Cruz
- Gabriel Coronel - Mauricio Blanco
- Ana Layevska - Patricia Milano
- Gonzalo García Vivanco - Juan Pablo Reyes "JP"/Daniel Arámbula/Gael Sánchez
- Maritza Bustamante - Ana Conde
- Sandra Destenave - Carmen de Blanco
- Carlos Ferro - Santiago Madrazo
- Daniela Navarro - Olivia Kloster
- Jorge Consejo - Gilberto Verdugo
- Orlando Fundichely - Orlando Aragón
- Jeannette Lehr - Teresa Vargas
- Héctor Fuentes - Armando Madrazo
- Dad Dáger - Clementina
- Rubén Morales - Ricardo Gómez
- Mercedes Molto - Benita Mendoza
- Yadira Santana - Lupe Guzmán
- Renato Rossini - Manuel Blanco
- Christian de la Campa - Joaquín Rivera
- Jimmy Bernal - Andrés Máximo
- Modesto Lacen - Bertrand Dupont
- Jezabel Montero - Mariela Aragón
- RJ Coleman - Bob "Gringo"
- Ana Carolina Grajales - Sofía Blanco
- Kevin Aponte - Alejandro Portillo
- Cristina Mason - Nora Guzmán
- Danilo Carrera - Leonardo Máximo
- Jonathan Freudman - Diego Barón
- Alex Hernández - Sebastián Aragón
- Yrahid Leylanni - Yesenia Rivera
- Jesús Liciarcedo - Oliver Torres
- Alma Matrecito - Violeta Verdugo
- Issac Reyes - Billy
- Andy Pérez - Cassius Dupont
- Alan Rodriguez - Rodrigo Aragón
- Óscar Priego - Gonzalo Mendoza
- Eva Luna Jacques - Mirandita Blanco
- Ana Lorenza Sánchez - Elizabeth Gómez Quintana
- Jefferson Hernández - Primo de Cassius
- Dayana Garroz - Julia Madrazo
- José Alberto Torres - Zaldívar
- Luke Grande - Detective Pérez
- Mildred Quiróz - Olga Quintana
- César Lacosta - Miguel González
- Jesús Dominguez - Osvaldo Rosales
- Eduardo Ibarrola - Jaime Olivares
- Juan Felipe Rangel - Ignacio Cabezas
- Natalia Barreto - Laura Olivares
- Osvaldo Strongoli - Detective Maldonado
- Dennis Mancedo - El Gato
- Victor Corona - Pedro Guzmán
- Hely Ferrigny - Pedro Cortes
- Mirta Renne - Gia Moretti
- Lily Rentería - Corina
- Alexander Torres - Javier
- Isaniel Rojas - Emil Rojas
- Anabel Leal - Lourdes de Portillo
- Reynaldo Cruz - Mario Portillo
- Juan Carlos Vivas - Héctor Barón
- Saidee Collado - Marta Olivares
- Carmen Olivares - Soledad Cruz
- Ariel Texido - Víctor Andrade
- Nicole Apolonio - Emily
- Francisco Porras - Cuauhtémoc Sánchez
- Jorge Luis García - Detective García
- Beatriz Monroy - Nana Valentina
- Andrés Del Castillo - Axel Blanco
- Lionencio Luis Manhique-"Lionel Manhique"